# Top Gear (电台节目)
Top Gear是一个广播节目，除了播放唱片外，还以其特别录制的会话而闻名。它始于20世纪60年代中期，并于1967年以摇滚乐为主题，以这种方式运行直到1975年结束。

## 起源和形式
这是英国广播公司与海盗电台和卢森堡电台竞争的少数尝试之一，卢森堡在没有“官方”选择的情况下吸引了大批年轻英国流行音乐听众。这个节目名称明确表达了这一点，它唤起了20世纪60年代对快速汽车、喷气式飞机和高速旅行的迷恋，同时也使用“齿轮”来形容时尚的卡纳比街服装和20世纪60年代的利物浦术语“工厂装备”，被披头士乐队普及为表达的认可。该节目由记录和现场会议组成，由Brian Matthew介绍，并邀请了许多受欢迎的嘉宾，如吉米·亨德里克斯、Free、披头士乐队、Cream、谁人乐队、平克·弗洛伊德、達斯蒂·斯普林菲爾德、齐柏林飞船 (乐团)、奇想樂團和曼弗雷·德曼恩。
该节目于1964年7月16日首播，由伯尼安德鲁斯制作。Top Gear这个名字是在全国投票竞选后选出的。获奖作品是由一位名叫Susan Warne的年轻女士提交的，她参加了第一次录音并接受了该节目的采访。第一场演出的嘉宾包括甲壳虫乐队、马克·温特和達斯蒂·斯普林菲爾德。

## 延伸阅读
- Brian Matthew（英语：Brian Matthew）. . 伦敦: Constable. 1991. ISBN 009470290X.
- Robert Chapman. . 伦敦: Routledge. 1992.
- John Peel and Sheila Ravenscroft. . 伦敦. 2005.
- Ken Garner. . 伦敦. 2007.
- Kevin Howlett. . 伦敦: BBC. 1982.